# 陳揚鑣
陳揚鑣（1888年—？）字孚方，福建省闽侯县人。中华民国政治人物。

## 生平
陳揚鑣生于1888年（清朝光绪十四年）。日本东京商科大学毕业，并加入中国同盟会。曾任中华革命党筹备委员会委员。1925年，任北京特别关税会议中国专门委员。1927年6月4日，任南京国民政府委员会参事兼南京海关监督，陆军第四十四师顾问。1929年4月22日，任考试院参事，1932年11月22日免职。1944年7月10日，任国民政府立法院第四届立法委员。

## 延伸阅读
- 中央对鄂区政治军事工作的指示（中国共产党中央扩大执行委员会会议文件，一九二六年七月） （页面存档备份，存于）